# Charles F. Manski
Charles F. Manski, född 27 november 1948 i Boston, Massachusetts, USA, är en amerikansk ekonometriker inom rational choice-teorin och en innovatör inom området för parameteridentifiering.
Manski förutspåddes 2015 av Reuters att vinna Nobelpriset tillsammans med två andra ekonomer, Chicagoekonomen John A. List för hans arbete med fältexperiment och den engelske ekonomen Richard Blundell för hans arbete på arbetsmarknaden och listades också som favoriter att vinna ett framtida Nobelpris. 

## Biografi
Manski är son till förintelseöverlevaren och Sugihara-visummottagaren Samuil Manski och Estelle Zonn Manski. Han växte upp i Dorchester och West Roxbury, båda i Massachusetts, gick på Boston Latin School och tillbringade många eftermiddagar i familjens matsal. En dag, när han ledde en Torah-läsning, hade han en uppenbarelse som ledde honom bort från religionsstudier och till vetenskaplig skepsis då han insåg varför dogmer kan vara ihärdiga och oförsonliga. ”Det är till exempel omöjligt att motbevisa hypotesen att Torahs gud skapade universum på sex dagar och sedan vilade på den sjunde dagen. Det är på samma sätt omöjligt att motbevisa hypotesen att universum skapades av det flygande spagettimonstret.”
Manski är gift med Catherine Manski, lektor vid institutionen för utbildning vid University of Illinois i Chicago. De har två barn, pedagogen Rebecca Manski och sociologen Ben Manski, och tre barnbarn.

## Karriär och vetenskapligt arbete
Manski tog sin kandidatexamen och doktorsexamen i ekonomi vid MIT 1970 och 1973. Han undervisade först vid Carnegie Mellon University (1973–80), gick vidare till Hebreiska universitetet i Jerusalem (1978–1983) och sedan till fakulteten vid University of Wisconsin–Madison (U.W., 1983–1998). Under sin tid vid U.W. tjänstgjorde han som direktör för Institute for Research on Poverty (1988–1991) och som ordförande för styrelsen för övervakare av Panel Study of Income Dynamics (1994–1998). Sedan 1997 har Manski varit styrelseprofessor i ekonomi vid Northwestern University.
Manski har varit medlem i National Research Councils (NRC) kommitté för nationell statistik (1996–2000) och kommissionen för beteende- och samhällsvetenskap och utbildning (1992–1998). Vid NRC har han varit ordförande för kommittén för data och forskning för politik mot olagliga droger (1998–2001) och medlem av styrelsen för matematiska vetenskaper och deras tillämpningar (2004–2007) och utskottet för lag och rättvisa (2009–). Manski är vald stipendiat i Econometric Society, American Academy of Arts and Sciences och American Association for the Advancement of Science. År 2009 valdes Manski in i National Academy of Sciences och är en av två ekonomer som valdes in i organet 2009 och en av cirka 60 ekonomer som valts fram till dess. År 2014 valdes han till korresponderande stipendiat i British Academy.
Manskis arbete inom ekonometri innefattar utveckling av verktyg för partiell identifiering, maximal poäng-beräknare för diskreta valmodeller och arbete med "reflektionsproblemet" i modeller av peer-effekter.
Från 2007 inriktades Manskis forskningsintressen främst på området för bildning av socialpolitik med partiell kunskap om behandlingssvar. Både ekonomer och läkare har ett gemensamt intresse av att mäta effekten av olika "behandlingar" som levereras till "patienter". Eftersom forskning om behandlingssvar sällan ger tillräcklig information för att bestämma effektiviteten, hur ska de tillgängliga bevisen användas för att välja framtida behandlingar?

## Utmärkelser och hedersbetygelser
- Fellow of the Econometric Society,  1984[3]
- Hedersdoktor vid Tor Vergata-universitetet,  2006
- Clarivate Citation Laureates,  2015[4]
- Fellow of the American Statistical Association,  2016[5]
- Fellow of the American Academy of Arts and Sciences
- Fisher-Schultz Lecture
- Distinguished Fellow of the American Economic Association

[Redigera Wikidata]